# Хорей
Хорей (на гръцки χορεῖος от choréia – танц, хоро) в античното метрическо стихосложение е двусрична стихотворна стъпка, състояща се от една дълга сричка и една къса сричка ({\displaystyle -\cup }), т.е. общо три мори. В съчетания хореят се използва и при други размери: хекзаметър, строфа на Сафо. Наричал се е още и трохей.
В силаботоническото стихосложение хорей е двусрична ритмическа стъпка с една ударена и една неударена сричка ({\displaystyle {\acute {-}}\cup }). Ударението пада върху първата и нечетните срички в стиха. Според броя на стъпките в стиха хореят варира от двустъпен до осмостъпен. След ямба хореят е най-използваният стихотворен размер в българската поезия.
Примери за хорей с различен брой стъпки:
| Двустъпен хорей: Преко поле, преко долье, ний летиме – дни честити именитии станенину, господину. Пенчо Славейков, „Коледари“ Четиристъпен хорей: Тя ме иска, аз по нея мир не зная, луд лудея; аз от стара майка крия, тя от татко – зъл бекрия. Пейо Яворов, „Луди-млади“ | Петостъпен хорей: Разтвори се пак, сърце замряло, както цвят, разцъфнал в късна есен... Мъката, що в тебе се е сбрала, може би ще стане малка песен. Елисавета Багряна, „Бъдник“ Осмостъпен хорей: В утрото на светла ера, с факела на нова вера, идат бодри ескадрони с устрем горд и набег смел, а над тях кат хищни птици, кат настръхнали орлици спускат се и разпиляват гръм шрапнел подир шрапнел. Христо Смирненски, „Червените ескадрони“ |